# Бьондо, Рон
Рон Бьондо (англ. Ron Biondo; род. 10 августа 1981 года в Бродвью-Хайтс, штат Огайо, США) — американский конькобежец, выступающий в шорт-треке; участвовал в зимних Олимпийских играх 2002 года. Чемпион мира 2001 года и бронзовый призёр 2002 года.

## Биография
Рон Бьондо начал кататься на коньках в возрасте 12 лет. Сначала он тренировался под руководством Кэти и Денни Марквард в конькобежном клубе Лейквуда. Рон дебютировал в 1999 году на чемпионате мира в Софии и с партнёрами занял 7-е место в эстафете. Он учился в Американском Центре олимпийского образования (USOEC) и тренировался под руководством тренера и бывшего олимпийца Скотта Кунса. 
В январе 2001 года на юниорском чемпионате мира в Варшаве занял 4-е место в эстафете и 16-е в общем зачёте многоборья. Через 2 месяца на чемпионате мира в Чонджу Рон и его партнёры Даниэль Вайнштейн,  Антон Аполо Оно, Расти Смит выиграли золотую медаль в эстафете. В декабре 2001 года на отборочном олимпийском турнире он занял 4-е место в общем зачёте и квалифицировался на олимпиаду. 
В феврале 2002 года на Олимпийских играх в Солт-Лейк-Сити Бьондо выступал в эстафете и стал 4-м в составе команды. В марте 2002 года на чемпионате мира в Монреале на дистанции 500 м выиграл бронзовую медаль и занял 8-е место в личном многоборье. На национальном чемпионате в пригороде Питтсбурга Рон Бьондо установил рекорд США на дистанции 3000 м, побив прежний рекорд более чем на 3 секунды. Он откатал соревнования за 4:47,03 сек, улучшив время Томми О'Хара 4:50,120 от 11 ноября в Сарагоса-Спрингс.